# Herbert Renz-Polster
Herbert Renz-Polster (* 25. Februar 1960 in Stuttgart) ist ein deutscher Kinderarzt, Erziehungswissenschaftler und Autor.

## Leben
Herbert Renz-Polster studierte von 1982 bis 1989 Humanmedizin in Gießen, München und Tübingen. 1986 schrieb er seine Doktorarbeit in Pakistan zum Thema Augenkomplikationen bei Lepra. Von 1991 bis 1995 war er Lektor in einem medizinischen Fachbuchverlag, wo er seinem Zwillingsbruder Ulrich Renz beim Aufbau eines medizinischen Fachbuchverlags half.
Von 1995 bis 2002 machte er die Facharztausbildung zum Kinderarzt und bildete sich in den USA wissenschaftlich weiter (Forschungsschwerpunkt: Epidemiologie allergischer Erkrankungen). Als Wissenschaftler war er am Mannheimer Institut für Public Health der Universität Heidelberg tätig – von 2006 bis 2010 als wissenschaftlicher Mitarbeiter und seit 2011 projektweise als assoziierter Wissenschaftler. Er befasst sich vorrangig mit der kindlichen Entwicklung aus Sicht der Verhaltens- und Evolutionsforschung.
Mit seinem 2009 veröffentlichten Bestseller Kinder verstehen positionierte er sich als Experte für Erziehungsfragen.
Darüber hinaus publiziert Renz-Polster wissenschaftlich zu der Erkrankung Myalgische Enzephalomyelitis/Chronisches Fatigue-Syndrom (ME/CFS), von der er selbst seit 2016 betroffen ist. Er ist Mitglied im ärztlichen Beirat der Deutschen Gesellschaft für ME/CFS.

## Werke
Bisher erschienen unter anderem folgende Sachbücher:
- mit Dorothea Renz-Polster: Radfahren mit Kindern. Rowohlt, Reinbek bei Hamburg 1994, ISBN 3-499-19598-4.
- mit Nicole Menche, Arne Schäffler: Gesundheit für Kinder. Kinderkrankheiten verhüten, erkennen, behandeln. Kösel, München 2004, ISBN 3-466-30672-8.
- Kinder verstehen. Born to be wild – wie die Evolution unsere Kinder prägt. Kösel, München 2009, ISBN 978-3-466-30824-8.
- Menschenkinder. Plädoyer für eine artgerechte Erziehung. Kösel, München 2011, ISBN 978-3-466-30930-6.
- mit Gerald Hüther: Wie Kinder heute wachsen: Natur als Entwicklungsraum. Ein neuer Blick auf das kindliche Lernen, Denken und Fühlen. Beltz, Weinheim/Basel 2013, ISBN 978-3-407-85953-2, cc-live, München 2020, ISBN 978-3-95616-472-9.
- Die Kindheit ist unantastbar: Warum Eltern ihr Recht auf Erziehung zurückfordern müssen. Beltz, Weinheim/Basel 2014, ISBN 978-3-407-85847-4.
- mit Nora Imlau: Schlaf gut, Baby! Der sanfte Weg zu ruhigen Nächten. Gräfe und Unzer, München 2016, ISBN 978-3-8338-4598-7.
- Erziehung prägt Gesinnung. Wie der weltweite Rechtsruck entstehen konnte – und wie wir ihn aufhalten können. Kösel, München 2019, ISBN 978-3-466-31116-3, cc-live, München 2019, ISBN 978-3-95616-469-9.
- Alles über „Corona“: Was Du wissen musst. Was Du tun kannst. E-Book (PDF), erschienen am 22. April 2020 https://www.kinder-verstehen.de/produkt/alles-ueber-corona/
- Mit Herz und Klarheit. Wie Erziehung heute gelingt und was eine gute Kindheit ausmacht. Piper, München 2024, ISBN 978-3-492-07247-2.

Zudem Beiträge in medizinischen Fachbüchern sowie Veröffentlichung wissenschaftlicher Arbeiten (u. a. zum möglichen Zusammenhang von Kaiserschnitten und kindlichen Allergien sowie zur Methodik der Gesundheitsförderung in Kindergärten).
Darüber hinaus erschien ein Vortragsmitschnitt auf DVD: Born to be wild – Plädoyer für artgerechte Menschenhaltung. Vortrag auf dem Kongress „Arche Nova – Die Bildung kultivieren“ am 16. Oktober 2011 in Bregenz. Auditorium-Netzwerk 2011.